# 물라토
물라토(mulatto)는 백인과 흑인의 혼혈을 말한다. 외모가 다양하여 검은 피부와 매우 곱슬곱슬한 머리카락을 지닌 사람도 있고 그렇지 않은 사람도 있다. 말콤 글레드웰은 아웃라이어에서 자메이카 흑인 노예와 백인 농장주였던 자신의 조상의 이야기를 말하며, 물라토가 흑인보다 조금 더 처우가 나았다고 말한다. 수학 교수였던 자신의 부모가 영국 유학 기회를 얻을 수 있었던 데에는 물라토였기 때문에 가능하였다는 것이다. 19세기 아프리카에서 물라토는 백인과 흑인의 중간자적 역할을 하였으며, 백인들은 이들을 잠재적 아군으로 보았다. 이런 현상은 흑인들이 서로 피부색을 기준으로 '더 하얀' 쪽을 우월함의 기준으로 삼는 부작용을 낳았다.

## 대표적 인물
- 버락 오바마
- 말콤 글레드웰
- 웬트워스 밀러
- 메리 시콜
- 핼리 베리
- 스모키 로빈슨
- 호나우두
- 히바우두

## 기원
크리스토퍼 콜럼버스(1450 또는 1451 - 1506)가 카리브해에 도착한 이래 아메리카는 에스파냐의 식민지로 편입되었고 나중에는 포르투갈이 식민지 쟁탈전에 합류하였다. 이 후 노예로 부리기 위해 끌려온 아프리카계 주민들과 스페인 주민 간의 혼혈이 일어나고 그 후손들 간의 혼혈로 새로운 혼혈 집단이 생겨나게 되었다. 미국의 대통령으로 널리 알려진 버락 오바마가 대표적인 물라토 인종이다.

## 같이 보기
- 혼혈
- 인종간 결혼
- 푸에르토리코인
- 쿠바인
- 파르두
- 한방울 규칙
- 크리올
- 컬러드
- 메스티소
- 삼보 (인종)
- 쿼드룬
- 미슐링
- 미래의 인종
- 역사적 인종개념